# Peñacaballera
Peñacaballera é um município da Espanha na província de Salamanca, comunidade autónoma de Castela e Leão, de área 6,20 km² com população de 182 habitantes (2007) e densidade populacional de 30,55 hab/km².

## Demografia
| Variação demográfica do município entre 1991 e 2004 | Variação demográfica do município entre 1991 e 2004 | Variação demográfica do município entre 1991 e 2004 | Variação demográfica do município entre 1991 e 2004 |
| --------------------------------------------------- | --------------------------------------------------- | --------------------------------------------------- | --------------------------------------------------- |
| 1991                                                | 1996                                                | 2001                                                | 2004                                                |
| 269                                                 | 231                                                 | 197                                                 | 190                                                 |